# Ligularia
Ligularia là một chi thực vật có hoa trong họ Cúc (Asteraceae).

## Loài
Chi Ligularia gồm các loài: